# Gustave Fecht

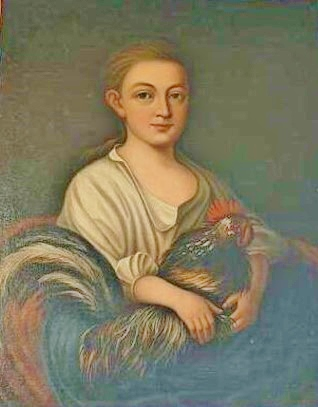
Porträt von Gustave Fecht

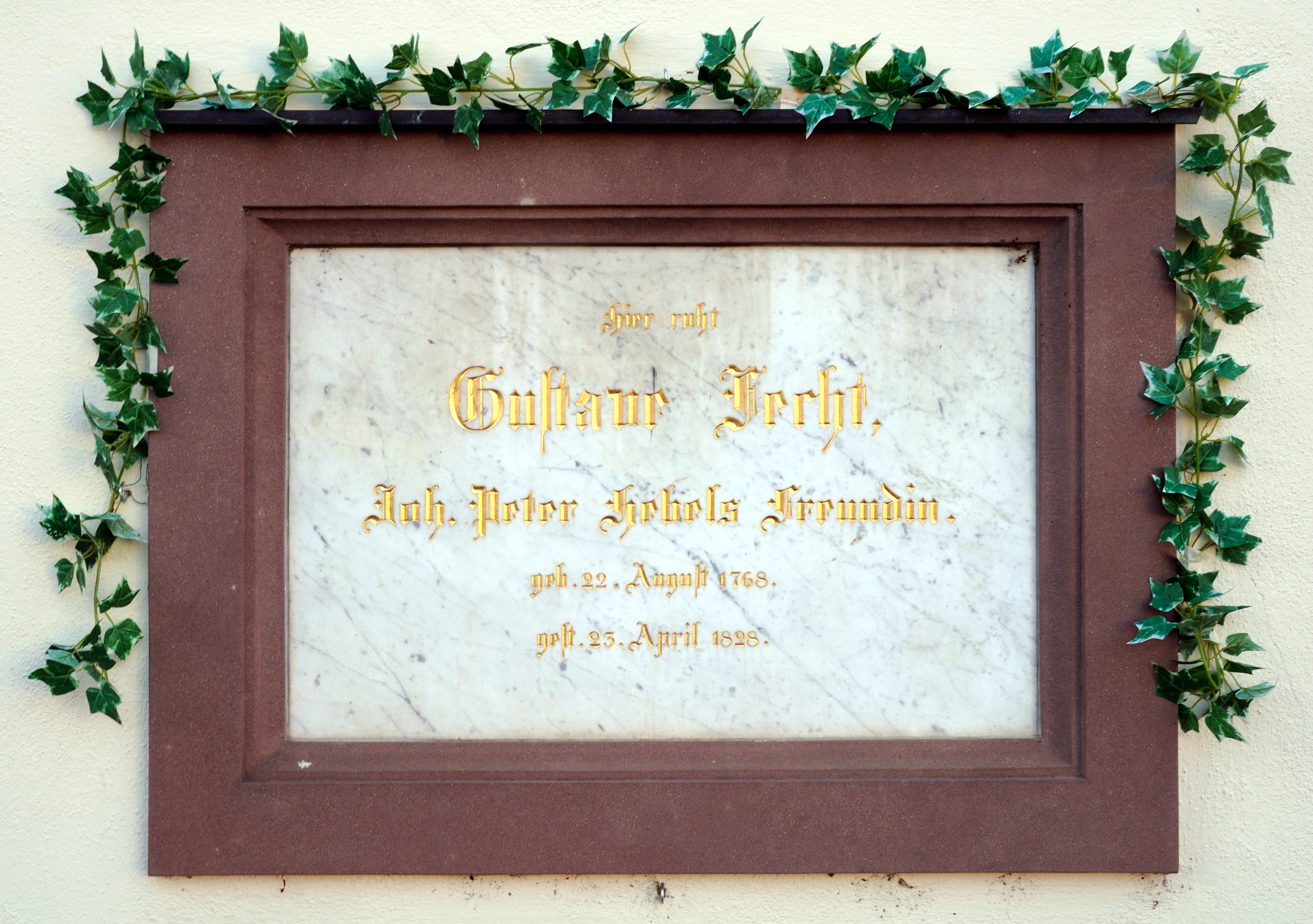
Gedenktafel für Gustave Fecht

Gustave Wilhelmine Fecht (* 22. August 1768 in Eimeldingen; † 23. April 1828 in Weil am Rhein) war eine Tochter des früh verstorbenen Eimeldinger Pfarrers Martin Fecht und Freundin von Johann Peter Hebel, mit dem sie bis zu dessen Tod über 35 Jahre lang eine rege Brieffreundschaft pflegte. Daran erinnert in Weil am Rhein eine Gedenktafel an der Kirchenmauer der Evangelischen Kirche Alt-Weil mit der Inschrift: „Hier ruht Gustave Fecht. Joh. Peter Hebels Freundin. geb. 22. August 1768, gest. 23. April 1828“.
Nach dem Tod des Vaters siedelte sie 1787 mit ihrer Mutter zu Schwager und Schwester Günttert nach Lörrach um. Dort lernte sie Güntterts Freund Johann Peter Hebel kennen, der seit 1783 am Pädagogium Lörrach Präzeptoratsvikar war. Fecht und ihre Mutter, welche 1812 starb, zogen 1790 mit dem kinderlosen Ehepaar Günttert weiter in die Pfarrei Weil am Rhein, und Hebel wurde auch im Pfarrhaus Weil ein «gerne gesehener Tischgast». Mit Hebels Berufung nach Karlsruhe 1791 begann der eigentliche Briefwechsel mit Gustave Fecht, welcher zeitlebens bei einem respektvollen Siezen blieb.
Fecht engagierte sich karitativ und erzieherisch. So baute sie u. a. eine Strickschule für Mädchen bzw. Handarbeitsschule auf.
In Weil am Rhein ist eine Straße▼ nach ihr benannt, ebenso wie in ihrem Geburtsort Eimeldingen der Gustave-Fecht-Weg▼. Im Landesarchiv Baden-Württemberg befinden sich Personalakten von ihr.
Der badische Regionalhistoriker Karl Gustav Fecht war ein Neffe von Gustave Fecht.

## Belege
1. ↑  Gustave Fecht. Abgerufen am 30. Dezember 2019.
2. ↑  Gustave Fecht | Epoche Napoleon. Abgerufen am 24. Januar 2020.
3. ↑  Johann Peter Hebel: Johann Peter Hebels Briefe an Gustave Fecht, 1791-1826. C. F. Müllersche Hofbuchhandlung, 1921 (google.de [abgerufen am 24. Januar 2020]).
4. ↑  Fred Oberhauser, Axel Kahrs: Literarischer Führer Deutschland. Insel Verlag, 2008, S. 757 (eingeschränkte Vorschau in der Google-Buchsuche).
5. 1 2  Robert Feger: Annäherung an einen Prälaten: Fragestellungen zu Leben und Werk von Johann Peter Hebel. Schauenburg, 1983, ISBN 978-3-7946-0221-6, S. 134 (eingeschränkte Vorschau in der Google-Buchsuche).
6. ↑  Marbacher Magazin. Schiller-Nationalmuseum und Deutsches Literaturarchiv., 1982, S. 7 (eingeschränkte Vorschau in der Google-Buchsuche).
7. ↑  Rolf Max Kully: Johann Peter Hebel. J. B. Metzlersche Verlagsbuchhandlung, Stuttgart 1969. (Sammlung Metzler 80). S. 24
8. ↑  Marbacher Magazin. Schiller-Nationalmuseum und Deutsches Literaturarchiv., 1982, S. 4 (eingeschränkte Vorschau in der Google-Buchsuche).
9. ↑  Ludwig Fertig: Johann Peter Hebel: der Schulfreund. Wissenschaftliche Buchgesellschaft, 1991, ISBN 978-3-534-11411-5, S. 3 (eingeschränkte Vorschau in der Google-Buchsuche).
10. ↑  Link zum Online-Findbuch in der Deutschen Digitalen Bibliothek
11. ↑  Hubert Doerrschuck: Karl-Gustav Fecht Historiker aus Liebhaberei. In: Karl Gustav Fecht: Geschichte der Haupt- und Residenzstadt Karlsruhe, Macklot, Karlsruhe 1887, im  Reprint 1976 der Ausgabe von 1987 im Internet Archive

| Personendaten    | Personendaten                                  |
| ---------------- | ---------------------------------------------- |
| NAME             | Fecht, Gustave                                 |
| ALTERNATIVNAMEN  | Fecht, Gustave Wilhelmine (vollständiger Name) |
| KURZBESCHREIBUNG | Brieffreundin von Johann Peter Hebel           |
| GEBURTSDATUM     | 22. August 1768                                |
| GEBURTSORT       | Eimeldingen                                    |
| STERBEDATUM      | 23. April 1828                                 |
| STERBEORT        | Weil am Rhein                                  |